# Afera mięsna
Afera mięsna – afera w latach 60. XX wieku związana z nieprawidłowościami w handlu mięsem w Polsce Ludowej. Nieprawidłowości, które odkryła specjalna komisja PZPR, polegały m.in. na kradzieży mięsa, zamianie towaru lepszego na gorszy, fałszowaniu faktur, wręczaniu łapówek osobom zajmującym się dostawą mięsa, które w zamian zapewniały większe dostawy. W aferze tej aresztowano około 400 osób, ale główną postacią w procesie był dyrektor Miejskiego Handlu Mięsem Warszawa Praga Stanisław Wawrzecki. Oprócz niego oskarżonych zostało również czterech dyrektorów uspołecznionego handlu mięsem, właściciel prywatnej masarni i czterech kierowników sklepów.

## Proces i wyrok
Proces który rozpoczął się 20 listopada 1964 przed Sądem Wojewódzkim w Warszawie odbywał się nie w trybie przewidzianym przez Kodeks postępowania karnego z 1928, lecz w trybie doraźnym, przewidzianym dekretem TRJN z 1945, co było rażącym odstępstwem od stosowanych wtedy zwykle procedur, w tym związku prawa do obrony, i stanowiło jedną z przyczyn uchylenia wyroku w 2004. Uniemożliwiało to poddanie wyroku procedurze odwoławczej, a także poszerzało katalog możliwych do orzeczenia kar do kary śmierci włącznie. Obrońcy oskarżonych wnosili o zmianę trybu postępowania, lecz wniosek nie został uwzględniony przez prezesa Sądu Wojewódzkiego w Warszawie.
Skład orzekający Sądu Wojewódzkiego: Roman Kryże (przewodniczący składu sędziowskiego, sędzia Sądu Najwyższego delegowany do sprawy), Kazimierz Gerczak i Faustyn Wołek. Oskarżyciele: Alfred Policha i Eugeniusz Wojnar. Obrońcy: Krzysztof Łada-Bieńkowski (obrońca Stanisława Wawrzeckiego), Stanisław Dryjski, Andrzej Mirski, Zofia Wajdowa i Jacek Wasilewski.
Oskarżyciele wnieśli o trzy kary śmierci. Sąd Wojewódzki dla miasta Warszawy orzekł w wyroku wydanym 2 lutego 1965 jedną – wobec Stanisława Wawrzeckiego – która została wykonana 19 marca 1965 przez powieszenie w więzieniu na ulicy Rakowieckiej 37 w Warszawie (zobacz Sądzi Kryże – będą krzyże i mord sądowy). Czterech innych dyrektorów skazano na karę dożywotniego więzienia, a pozostali podsądni zostali skazani na kary od 9 do 12 lat więzienia. Orzeczono też przepadek mienia i wysokie grzywny.

## Rewizja wyroku
27 lipca 2004 Sąd Najwyższy uchylił wyroki w aferze mięsnej, uzasadniając, że zapadły one z rażącym naruszeniem prawa. W ustnym uzasadnieniu wyroku pięcioosobowego składu sędzia Stanisław Zabłocki podkreślił, że wyrok nie może służyć pełnej rehabilitacji skazanych. To bardziej rehabilitacja wymiaru sprawiedliwości, który przed 40 laty nie zapewnił im rzetelnego i sprawiedliwego procesu. Sąd umarzając postępowanie jednocześnie podkreślił, że kasacja wniesiona przez Rzecznika Praw Obywatelskich nie podważała winy oskarżonych (Wawrzecki został oskarżony m.in. o branie łapówek od kierowników sklepów mięsnych – w sumie ok. 3,5 mln ówczesnych zł).

## Filmy dokumentalne, spektakle
- Paragraf 148. Kara śmierci – Mięso
- Śmierć w majestacie prawa
- Afera mięsna, spektakl telewizyjny autorstwa Roberta Mellera i Janusza Dymka, reżyseria Janusz Dymek (2007)[5]

## Źródła
- Historia.org.pl: Kara śmierci za przestępstwo gospodarcze w Polskiej Rzeczypospolitej Ludowej – afera mięsna